# アラジンと魔法のランプ

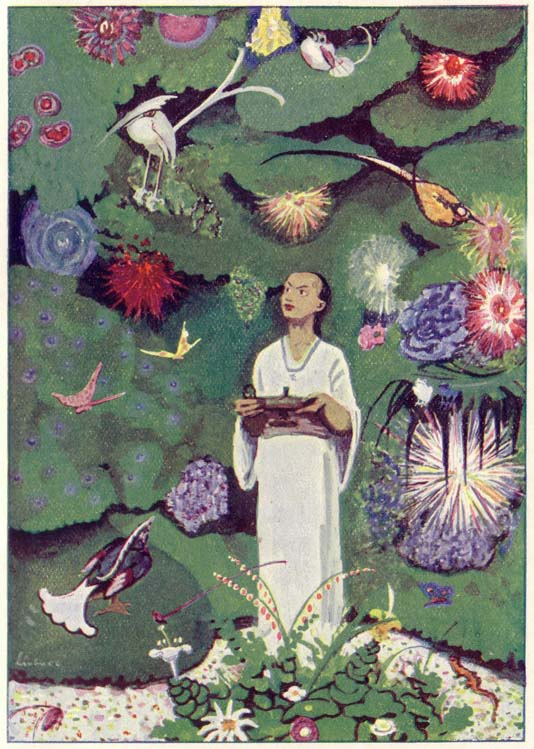
魔法の庭園に佇むアラジン

『アラジンと魔法のランプ』（アラジンとまほうのランプ、アラビア語: علاء الدين, ʿAlāʾ al-Dīn, アラーウッディーン）は、『アラビアン・ナイト』（千夜一夜物語）として最も有名な物語のひとつ。
西洋に紹介されたアラビアン・ナイトの訳本にはこの物語を含むものがあるが、アラビア語原典には収録されていない、いわゆる
孤児著作物である。
『アリババと40人の盗賊』と同様に、アラビアン・ナイトとは関係がないことがムフシン・マフディー（Muhsin Mahdi）の研究によって明らかになっている。

## 内容
母親と貧乏暮らしをしていた中国の少年アラジンが叔父を騙るマグリブ出身の魔法使いにそそのかされて、穴倉の中にある魔法のランプを手にしたところから物語が始まる。
そのランプを擦ると魔神があらわれた。魔神はランプを擦った者の願いを叶える力があり、アラジンはその力を使って大金持ちになり、国王の娘バドルウルバドゥールと結婚する。
しかし、魔法使いは魔法のランプを奪い取り、アラジンの御殿ごと国王の娘をマグリブに連れて行ってしまう。だが、アラジンは指輪の魔神の力を借りるなどして、魔法使いから魔法のランプを取り返し、魔法使いを退治して再び御殿を元の場所に戻す。

## 典拠
ヨーロッパでは、18世紀初頭にフランスのアントワーヌ・ガラン（Antoine Galland）によるフランス語訳『アラビアン・ナイト』（ガラン版　1704-1717）によって紹介された。しかし、「アラジンと魔法のランプ」にはアラビア語の写本や原典が存在しないことが問題となっていた。
ガランの1709年3月25日の日記によれば、1709年にガランはアレッポ出身のマロン派キリスト教徒、ハンナ・ディアブ（Hanna Diab）から「アラジンと魔法のランプ」の物語を聞いた。その後ハンナ・ディアブは物語を筆記してガランに手渡したと思われる。ガランはこれをフランス語に訳した。
アラビア語による写本が最初に現れるのは1787年であり、それはパリに住んでいたシリア人キリスト教徒であるディオニシウス・シャウィシュ（Dionysius Shawish）別名ドム・デニス・シャヴィー（Dom Denis Chavis）によるものであった。これはガランが最初に使用したガラン写本に欠けた部分を補うように書かれていた。
この写本は、パリで1805年から1808年の間に、有名なセム語学者シルヴェストル・ド・サシーの協力者であったシリア人のミハイル・サッバーグ（Mikhail Sabbagh）によって書かれたものとして、再び世に現れた。サッバーグはこれをバグダッドで1703年に書かれたものだと主張した。その後、このサッバーグ写本は、フランスの東洋学者エルマン・ゾータンベール（H.Zotenberg）によって「発見」され、1888年に公刊された。
ところが、ハーバード大学のアラビア語の教授であったムフシン・マフディー（Muhsin Mahdi）が、「千夜一夜物語」の原型といわれるものの復元に成功して、「初期アラビア語原典による千夜一夜物語の書」という、画期的な研究成果を1984年に発表し、今まで解明されていなかった多くの問題に光を与えるところとなった。マフディーの写本研究はまた思いがけない発見をしている。マフディーがサッバーグ版とシャヴィー版をガランのフランス語版と詳細に比較した結果、これらの写本は偽物であると結論を下した。ガランのフランス語の構文や言い回しの特徴から、シャヴィーがガランのフランス語版を逆にアラビア語に訳して偽造したものであり、さらにサッバーグは、シャヴィー版に更に手を加えて、これをバグダッドで書かれた写本であると偽ったことが解明された。

## ギャラリー

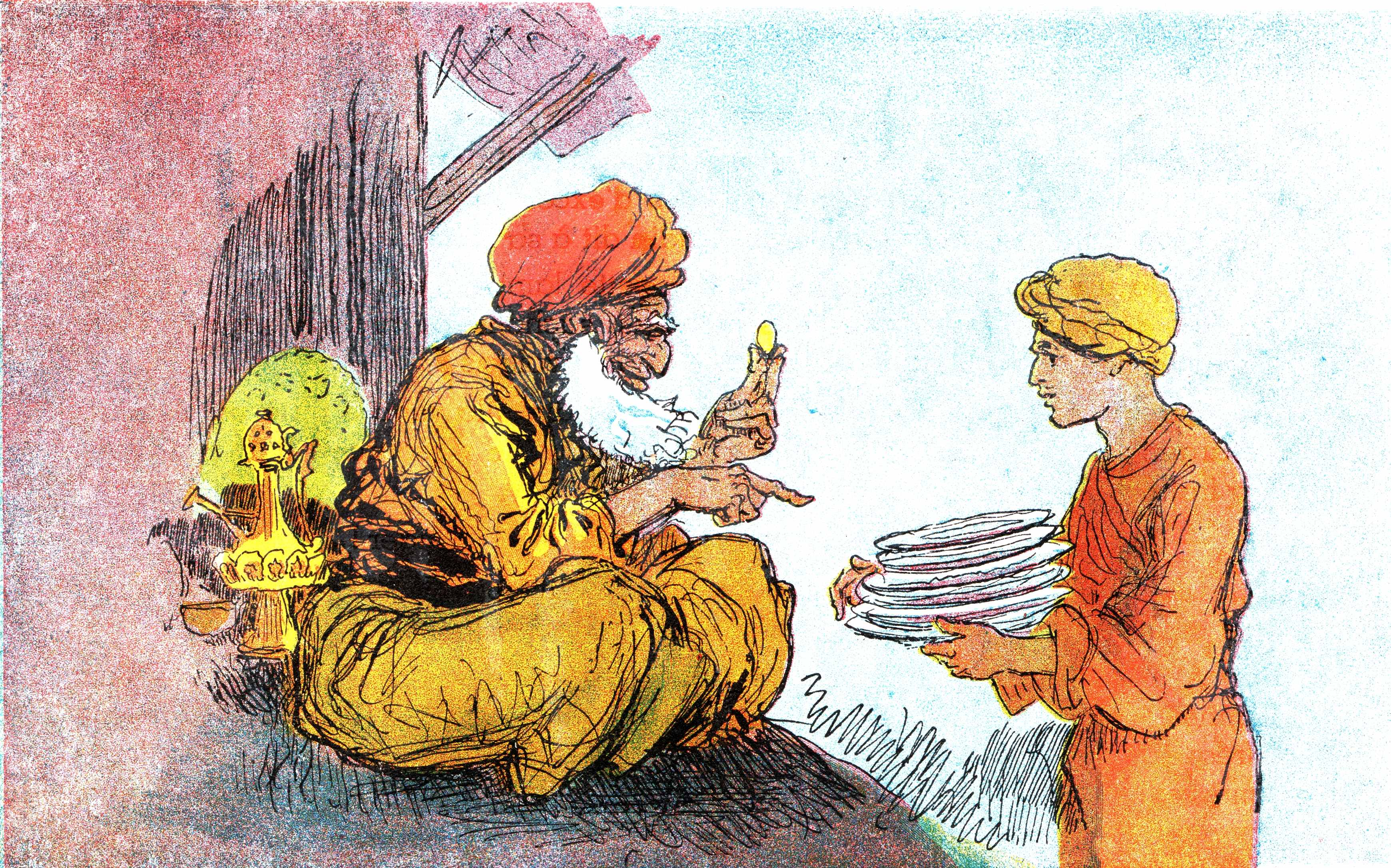
魔法使いが自分が叔父であるとアラジンを騙す
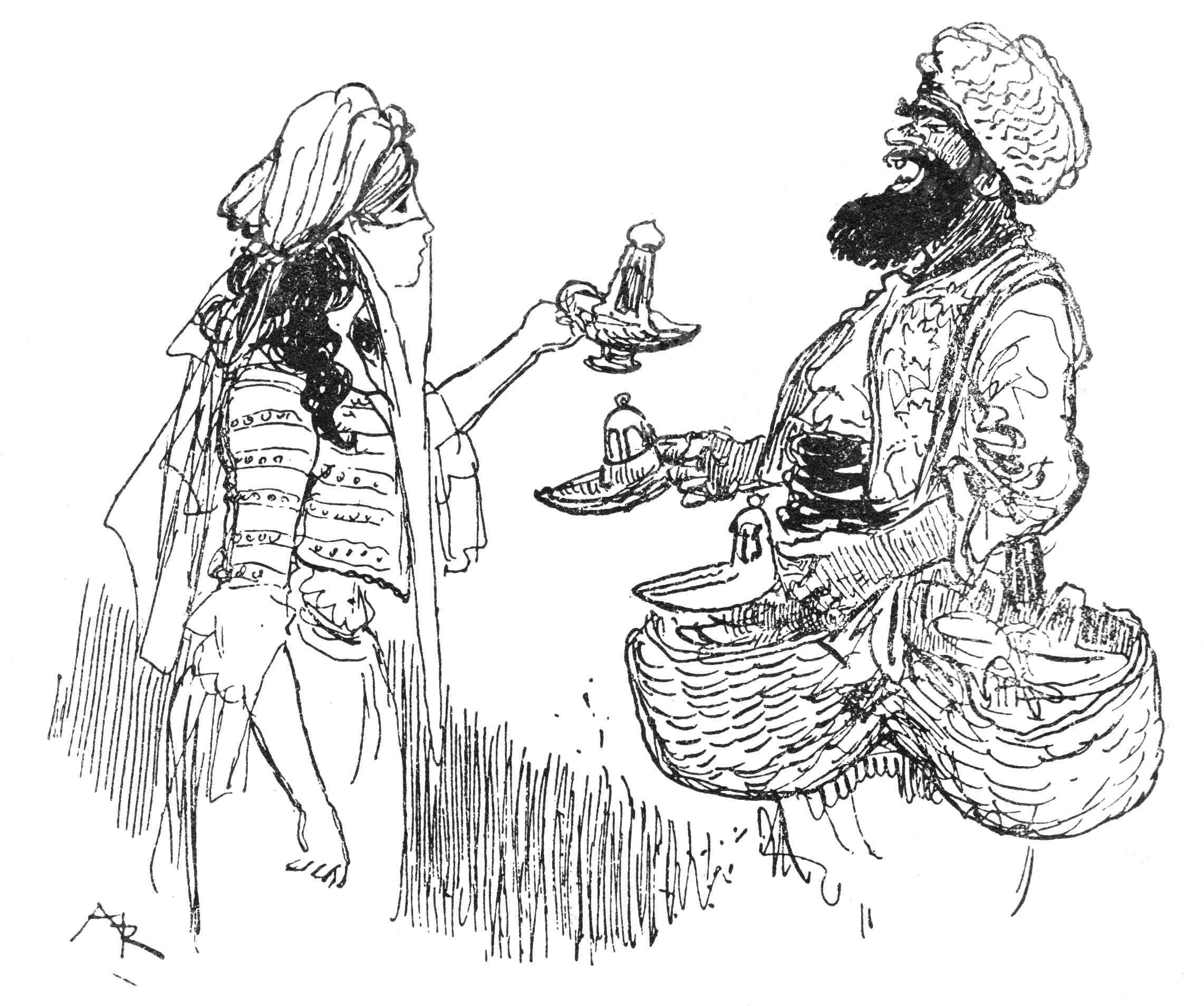
魔法使いが侍女を騙し、ランプを交換させる
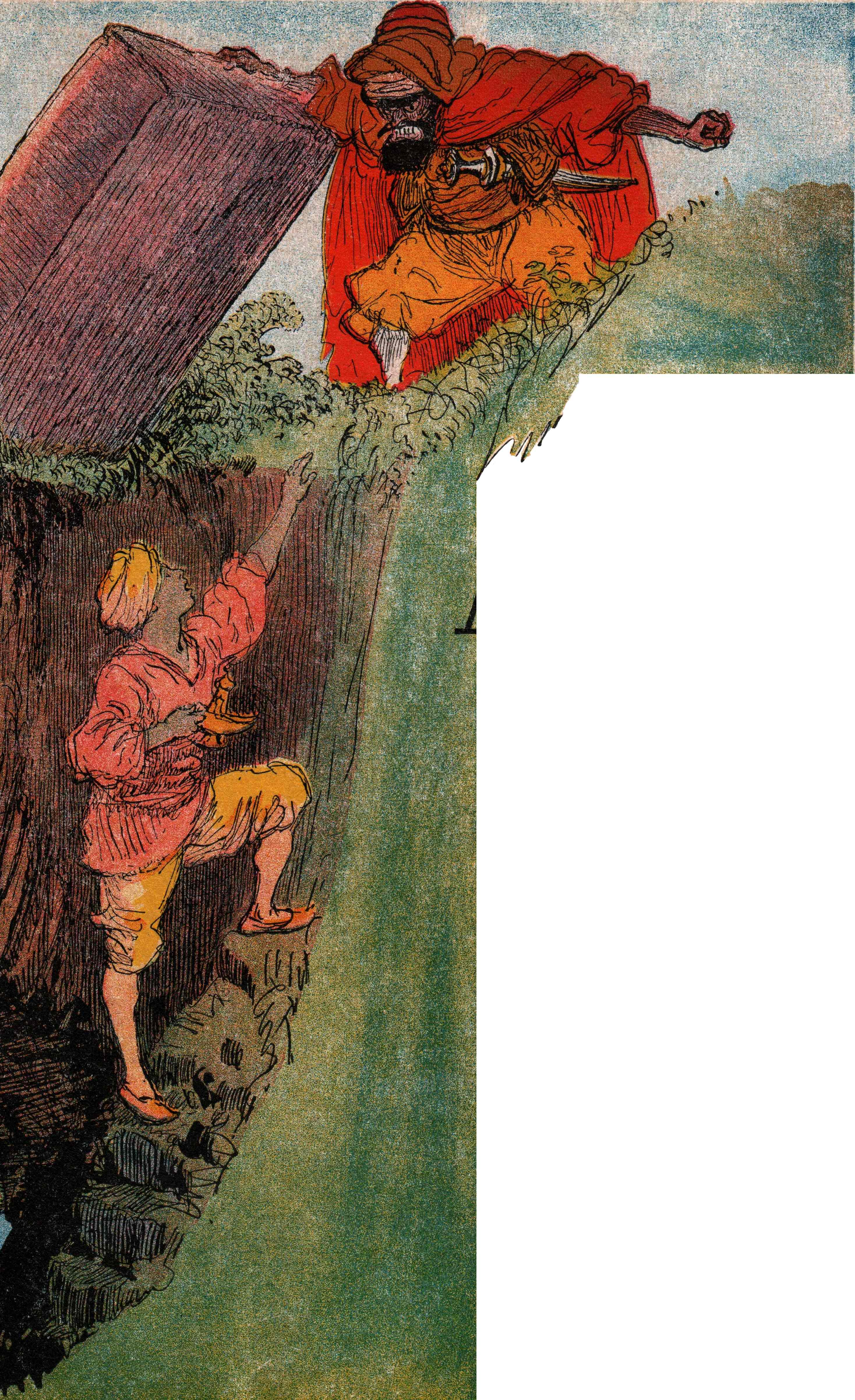
魔法使いがアラジンを洞窟に落とし入れる
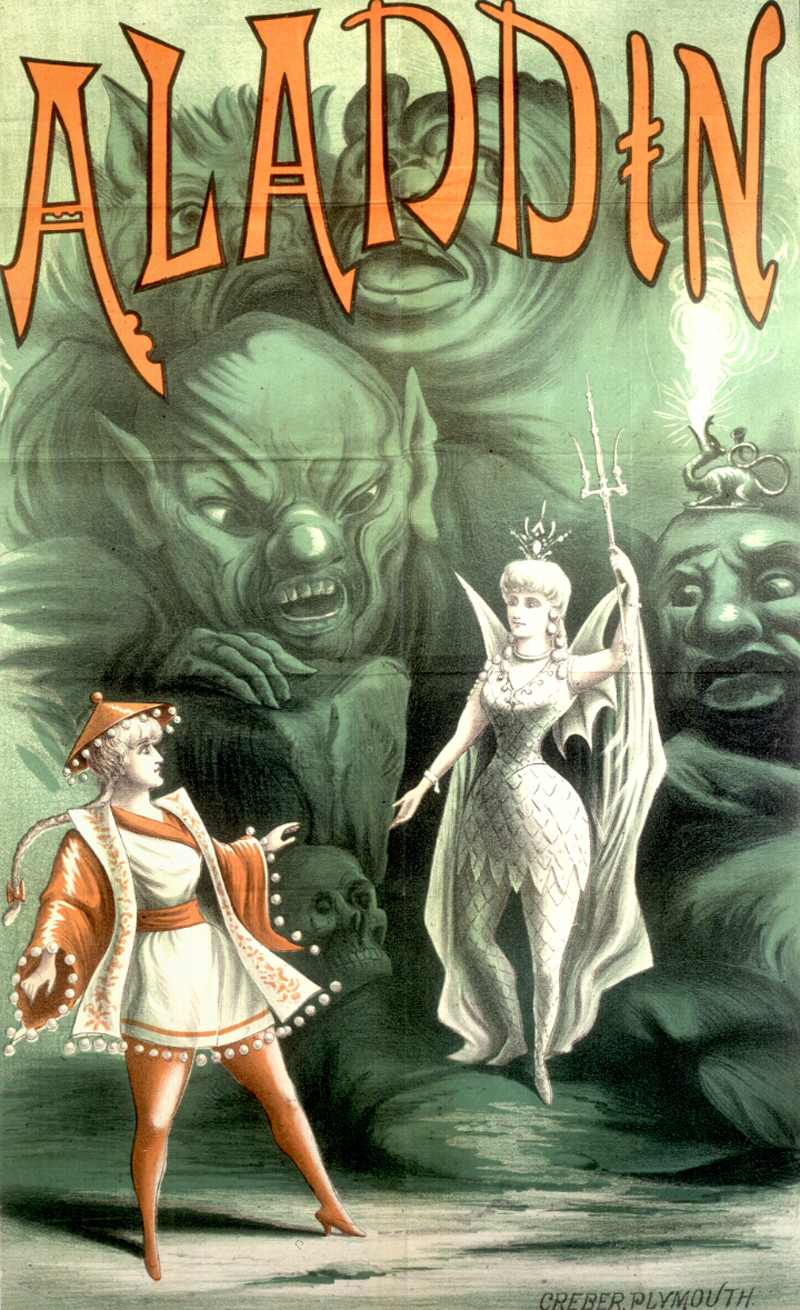
1886年の劇場ポスター

## 日本語訳
- 前嶋信次・池田修（訳）『アラビアン・ナイト』〈別巻、東洋文庫443〉 平凡社
- 大場正史（訳）『バートン版 アラビアンナイト物語 千夜一夜物語拾遺』 〈1965年初版 角川文庫160〉 角川書店

## その他
- 2020年、インド北部のウッタル・プラデーシュ州では、アラジンと魔法のランプの話は本物だとして偽物のランプを売りつける事件が発生。地元の医師が700万ルピー（約980万円）を騙し取られている[9]。